# Larevat
Le larevat (ou laravat) est une langue océanienne parlée par 680 locuteurs dans la région centrale de Malekula au Vanuatu.